# Étiquette numérique

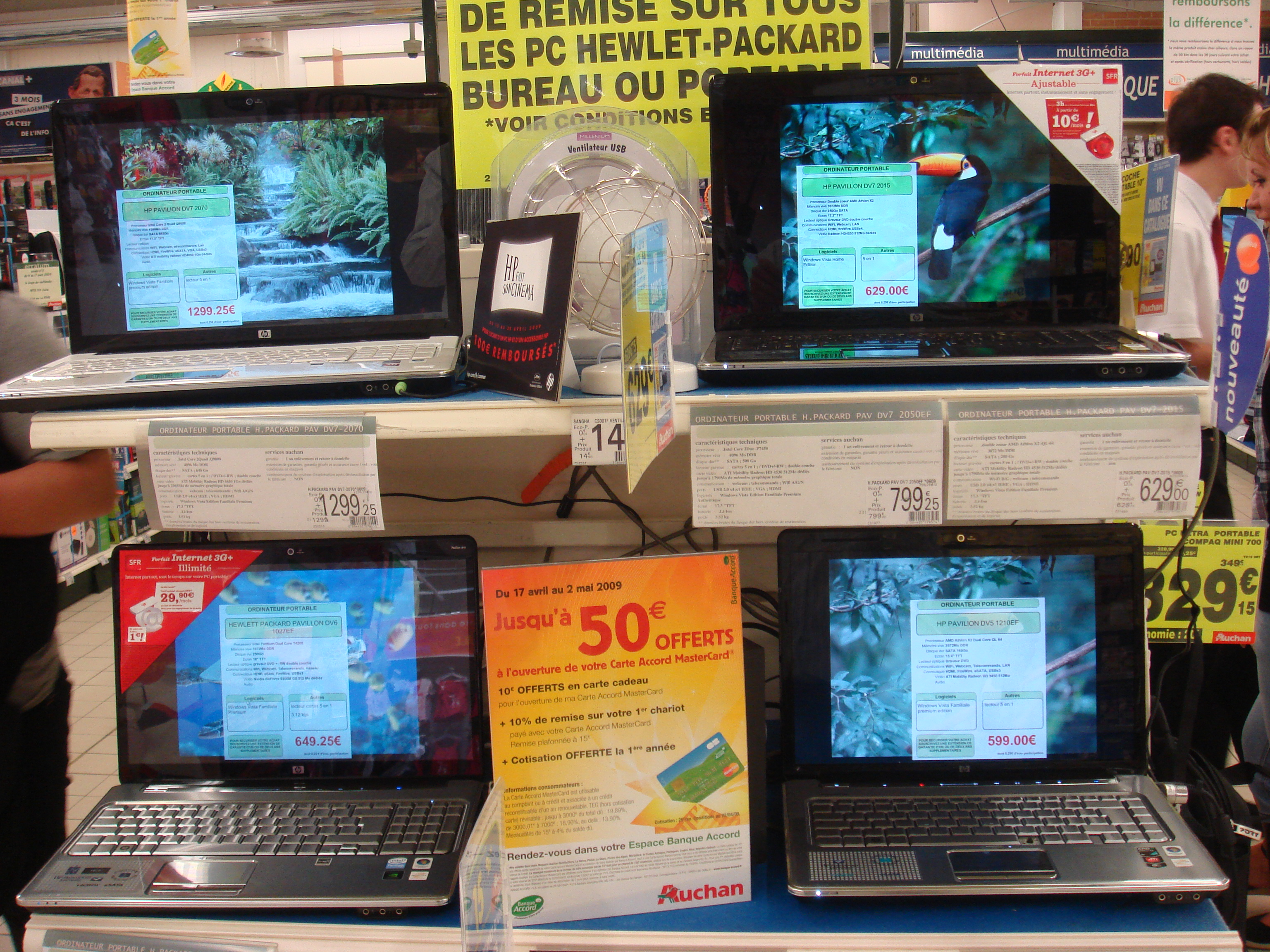
Étiquette numérique pour ordinateur PC portable

L'étiquette numérique est un mode d'information sur lieu de vente (ILV) et par extension un mode de publicité sur le lieu de vente (PLV).

## Concept
L'étiquette numérique consiste, dans un magasin, à utiliser l'écran d'un produit exposé à la vente (télévision, ordinateur portable, smartphone, tablette…) pour présenter au consommateur ses propres caractéristiques, son prix et/ou d'autres informations. L'idée étant de supprimer les étiquettes papier afin d'assurer un affichage avec de nouvelles propriétés par rapport à l'étiquette papier.
Cette étiquette est à distinguer de l'étiquette numérique prix de gondole et de étiquette numérique industrielle.

## Histoire
Ce concept est né en 2006 et un prototype a vu le jour à la FNAC Digitale du boulevard Saint-Germain à Paris en 2008, qui y travaillait depuis 2006 avec la société Médiavantage. Ce premier essai portait le nom de Medialabel. Il consistait à incruster des images (ou successions d'images) représentant les étiquettes en surimpression de vidéos jouées simultanément sur tous les écrans de télévision en vente dans le rayon, et chaque écran avait son étiquette dédiée.
Très vite le test sur les télévisions à la FNAC est arrêté car il y a encore trop de lacunes techniques[réf. nécessaire].
Après plusieurs mois de développement avec la société Revolunet et un dépôt de brevet par LaFortezza France, en décembre 2009 la première version de l'étiquette numérique pour PC portables est mise en service à Auchan Englos. Cette invention est complètement dynamique : ce ne sont plus des images qui servent d'étiquettes, mais des données issues d'une base, mises en formes dans un formulaire au style visuel travaillé (template). Par ailleurs, l'étiquette se déplace dans l'écran pour ne pas altérer celui-ci. Les ordinateurs "cibles" sont connectés en Wi-Fi au système qui est lui-même hébergé sur internet[réf. nécessaire].
Début 2010, la crise contraint LaFortezza France à arrêter ses activités liées à l'innovation pour points de vente. Les recherches et la commercialisation des produits sont stoppés[réf. nécessaire].

## Principes techniques
Le système Medialabel repose sur la distribution d'un signal vidéo YUV avec la surimpression simultanée d'images au format JPEG. Une version HDMI a été un temps envisagée mais le coût élevé de développement et les restrictions budgétaires des enseignes n'ont pas permis de faire cette évolution rendue nécessaire par la disparition des connecteurs YUV des écrans de télévision[réf. nécessaire].
L'étiquette numérique pour ordinateurs portables est liée à une base de données des caractéristiques de produits qui alimente des étiquettes dynamiques sur les écrans via Wi-Fi, le tout géré par une interface web, soit en point de vente, soit au siège du réseau de distribution, soit les deux (au point de vente de gérer le contenu diffusé en fond d'écran et la centrale d'achat de choisir le prix, par exemple)[réf. nécessaire].

## En 2013
La plupart des étiquettes numériques pour portables sont en réalité de petits diaporamas chargés manuellement dans les appareils comme les smartphones ou les tablettes. Généralement ils ne mentionnent pas le prix.